# Wildest Dreams (песня Тейлор Свифт)
«Wildest Dreams» (с англ. — «Самые смелые мечты») — песня, записанная американской певицей Тейлор Свифт из её пятого студийного альбома 1989 (2014). Свифт написала песню вместе с её продюсерами Максом Мартином и Шеллбэком. «Wildest Dreams» — это синти-поп и дрим-поп пауэр-баллада с атмосферным исполнением, в котором используются струнные инструменты и сердцебиение Свифт в качестве ритма. Текст песни описывает мольбу Свифт о том, чтобы её возлюбленный помнил о ней, несмотря на неизбежный конец их отношений. Песня была выпущена для радиостанций в качестве пятого сингла альбома 31 августа 2015 года лейблами Big Machine и Republic Records.
Современные критики приняли «Wildest Dreams» с умеренными отзывами; некоторые хвалили вокал Свифт и продюсирование, в то время как другие негативно сравнивали её с творчеством Ланы Дель Рей. В ретроспективе критики положительно оценили песню как одну из самых сильных песен Свифт в её каталоге. Сингл вошёл в пятерку лучших в чартах Австралии, Канады, Польши и Южной Африки. В США песня стала пятым подряд хитом из альбома 1989 в первой десятке Billboard Hot 100, достигнув пятого места, и достигла вершины в чартах Billboard, ориентированных на радиоэфир, включая Mainstream Top 40 и Adult Top 40. Песня была четырежды сертифицирована как платиновая Ассоциацией звукозаписывающей индустрии Америки (RIAA), и к ноябрю 2017 года в США было продано более двух миллионов копий.
Музыкальное видео на песню, снятое режиссёром Джозефом Каном, происходит в Африке в эпоху классического Голливуда 1950-х годов. В нём Свифт предстает в образе актрисы-брюнетки, которая влюбляется в своего коллегу по съёмочной площадке, а затем осознает неизбежный конец их отношений после завершения кинопроекта. Видео было хорошо принято с точки зрения производства и стиля, но вызвало критику за прославление колониализма, которую Кан отверг. Свифт пожертвовала все доходы от клипа в Фонд африканских парков Америки.
17 сентября 2021 года Свифт выпустила перезапись песни «Wildest Dreams», получившую название «Taylor’s Version», как часть перезаписи её первых шести студийных альбомов после спора об их мастер-записях. Перезаписанная песня набрала больше потоков в день своего появления на Spotify, чем оригинальная песня в любой день на потоковой платформе. Позднее она дебютировала и заняла 37-е место в Billboard Hot 100.
Новая версия «Wildest Dreams (Taylor’s Version)» также появилась 12 марта 2021 года в трейлере мультфильма Spirit Untamed, вышедшего 4 июня 2021 года в качестве сиквела «Спирит: Душа прерий».

## История
Тейлор Свифт написала песню «Wildest Dreams» вместе с её продюсерами Максом Мартином и Шеллбэком, которые спродюсировали большую часть пятого студийного альбома Свифт 1989. Пол Даффус из PopMatters охарактеризовал песню как дрим-поп-балладу. Ханна Майлрей из NME описала её как синти-поп, жанр, который соответствует жанру родительского альбома. Автор Refinery29 Ребекка Фарли отметила элементы софт-рока.
Релиз песни состоялся 25 августа 2015 года на радио. «Wildest Dreams» это поп-баллада, которую некоторые обозреватели сравнивают с треком «Without You» певицы Ланы Дель Рей.

## Отзывы
Песня получила положительные и смешанные отзывы музыкальной критики и интернет-изданий, таких как Sputnikmusic, PopMatters, The A.V. Club, The Guardian, The New York Times, Billboard.
Современные критики приняли «Wildest Dreams» с положительными отзывами. Sputnikmusic назвал песню «бесстрастным произведением» и написал: «Всё, что она действительно доказывает, это то, что Свифт способна принимать современные влияния вокруг неё и лепить из них нечто впечатляюще оригинальное». Автор The Arizona Republic Эд Масли назвал песню манящим треком. Алексис Петридис из The Guardian оценил остроумие текста: «есть что-то очень радостное в том, как Свифт переворачивает с ног на голову [в стиле Ланы Дель Рей] образ жалкого женского придатка, сопящего над своим плохим парнем». В рецензии для The New York Times Джон Караманика отметил, что эта песня содержит «наиболее выраженный вокальный твист» в альбоме, и что «в бридже она поднимается на октаву, изрыгая крики экстаза, прежде чем скрыться под одеялом».
Крейг Мэннинг из AbsolutePunk назвал песню «немного одноразовой». Джем Асвад из Billboard был несколько разочарован исполнением, которое показалось им похожим на музыку Ланы Дель Рей, сказав: «трудно сказать, является ли песня подражанием или пародией». Энни Галвин из Slant Magazine также посчитала песню «ошибочным» подражанием Дель Рей, но похвалила вокал Свифт, который дополняет повествовательный текст. Автор Slate Форрест Викман похвалил постановку, но посчитал, что песне не хватает традиционно яркого песенного почерка Свифт. Разделяя схожее мнение, Микаэль Вуд из Los Angeles Times назвал песню заурядной. Шейн Кимберлайн из musicOMH счёл «Wildest Dreams» самой слабой песней альбома, считая, что фальцет Свифт — это «звуковой эквивалент наблюдения за тем, как ваша сестра наносит тяжелый макияж и говорит с шикарным акцентом».
В ретроспективе Роб Шеффилд из Rolling Stone написал, что песня «звучит всё сильнее и сильнее с годами». Критик NME Ханна Майлрей назвала песню «синти-поп красотой»<, а Нейт Джонс из Vulture посчитал «Wildest Dreams» одной из десяти сильнейших песен в каталоге Свифт, назвав её «бодрящий двойной бридж» и лучшей в альбоме 1989. Песня стала одной из награждённых на церемонии вручения премии BMI 2016 года, где Свифт была отмечена как Лучший автор песен года. Она также была отмечена на церемонии вручения премии ASCAP 2017 года за авторов песен, Свифт, Мартина и Шеллбэка. В списке лучших песенных мостов XXI века, составленном в 2021 году, Billboard поставил «Wildest Dreams» на 66 место.

## Коммерческий успех
«Wildest Dreams» дебютировал на 76-м месте в Billboard Hot 100 в ноябре 2014 года. 5 августа 2015 года Свифт объявила, что «Wildest Dreams» станет пятым синглом альбома 1989, после четырёх синглов Hot 100 top-10 и чарттопперов радиоэфирного чарта Mainstream Top 40: «Shake It Off», «Blank Space», «Style» и «Bad Blood». Песня была выпущена на американском Hot Adult Contemporary-радио 31 августа 2015 через лейблы Big Machine и Republic Records. На следующий день песня попала на Contemporary Hit Radio. Сингл был дополнительно поддержан ремиксом R3hab, выпущенным для цифровой загрузки 15 октября 2015 года. «Wildest Dreams» была выпущена на итальянском радио Contemporary Hit Radio 30 октября 2015 года компанией Universal Music Group.
После выпуска в качестве официального сингла «Wildest Dreams» снова вошёл в Billboard Hot 100 снова вошёл в чарт под номером 15 в чарте от 19 сентября 2015 года. Он достиг 10-го места в чарте от 10 октября 2015, став пятым хитом из альбома 1989 в десятке лучших top-10. Сингл достиг пятой позиции в чарте от 7 ноября 2015 года, когда он одновременно достиг первой позиции в чартах Billboard, ориентированных на радиотрансляции поп-музыки: Mainstream Top 40 и Adult Top 40. Благодаря этому достижению 1989 стал альбомом с наибольшим количеством чарттопперов в Adult Top 40 (пять), что сравнялось с достижением альбома Кэти Перри 2010 года «Teenage Dream». В чарте Billboard’s Dance/Mix Show Airplay сингл стал первым номером один Свифт, благодаря поддержке ремикса R3hab. Свифт стала первой женщиной, пять раз попавшей в десятку лучших хитов Dance/Mix top-10 за календарный год (четыре предыдущих сингла 1989 достигли top 10). «Wildest Dreams» получил 4-кратный платиновый статус RIAA и имел 2 млн копий цифровых продаж в США к ноябрю 2017 года.
Песня стала 19-м хитом в карьере Тейлор, попавшим в лучшую десятку синглов в США (Hot 100). На то время это был 6-й результат в 57-летней истории поп- и рок-чартов среди всех певиц (женщин) после таких звёзд как Madonna (она первая и среди всех исполнителей, включая мужчин и групп; 38 хитов Hot 100 top 10), Mariah Carey (27), Джанет Джексон (27), Рианна (26) и Уитни Хьюстон (23).
В танцевальном чарте Billboard’s Dance/Mix Show Airplay сингл стал первым для Свифт, достигшим в нём первого места.

## Видео
Музыкальное видео снял известный американский режиссёр Джозеф Кан, работавший с такими звёздами как Бритни Спирс, Эминем, Леди Гага, Шакира и другими. Ранее он снял клипы для 2-го и 4-го синглов из альбома Тейлор, «Blank Space» и «Bad Blood». Свифт появляется в клипе в роли киноактрисы, похожей на Элизабет Тейлор, а её партнёра по киносъёмкам, проходящим в Африке, играет американский актёр и модель Скотт Иствуд, сын легендарного Клинта Иствуда.
Согласно Кану его видео базируется на классических голливудских любовных романах, подобных тем, что были между Элизабет Тейлор и Ричардом Бартоном, а также на сюжетах таких классических фильмов как «Африканская королева» (1951), «Из Африки» (1985) и «Английский пациент» (1996).
30 августа 2015 года во время пре-шоу 32-й церемонии MTV VMA 2015, прошедшей в Microsoft Theater в Лос-Анджелесе, Калифорния, состоялась телепремьера клипа Тейлор Свифт на песню «Wildest Dreams».
Все поступления от продажи будут использованы в целях охраны диких животных и поступят в фонд African Parks Foundation of America.

## Награды и номинации
| Год  | Организация              | Награда/работа        | Результат | Ссылка |
| ---- | ------------------------ | --------------------- | --------- | ------ |
| 2016 | MTV Italian Music Awards | Best Fresh Video      | Номинация | [ 46 ] |
| 2016 | BMI Awards               | Award-Winning Songs   | Победа    | [ 25 ] |
| 2016 | BMI Awards               | Publisher of the Year | Победа    | [ 25 ] |
| 2017 | ASCAP Awards             | Award Winning song    | Победа    | [ 47 ] |

## Чарты
| Чарты (2015)                               | Высшая позиция |
| ------------------------------------------ | -------------- |
| Австралия (ARIA)                           | 3              |
| Австрия (Ö3 Austria Top 40)                | 21             |
| Бельгия/Фландрия (Ultratop 50)             | 33             |
| Бельгия/Валлония (Ultratip Bubbling Under) | 24             |
| Канада (Billboard Canadian Hot 100)        | 4              |
| Канада (Billboard AC)                      | 2              |
| Канада (Billboard CHR/Top 40)              | 1              |
| Канада (Billboard Hot AC)                  | 1              |
| Чехия (Rádio — Top 100)                    | 67             |
| Финляндия (Latauslista Download)           | 15             |
| Франция (SNEP)                             | 122            |
| Венгрия (Single Top 40)                    | 35             |
| Iceland (RÚV)                              | 8              |
| Ирландия (IRMA)                            | 39             |
| Lebanon (Lebanese Top 20)                  | 14             |
| Новая Зеландия (Recorded Music NZ)         | 8              |
| Польша (Polish Airplay Top 100)            | 3              |
| Шотландия (OCC Scotland)                   | 9              |
| Словакия (Rádio — Top 100)                 | 8              |
| ЮАР (EMA)                                  | 5              |
| Великобритания (OCC UK Singles)            | 25             |
| США (Billboard Hot 100)                    | 5              |
| США (Billboard Adult Contemporary)         | 2              |
| США (Billboard Adult Pop Airplay)          | 1              |
| США (Billboard Dance/Mix Show Airplay)     | 1              |
| США (Billboard Pop Airplay)                | 1              |
| США (Billboard Rhythmic)                   | 25             |

## Сертификации
| Регион | Сертификация  | Продажи   |
| --- | ------------- | --------- |
| Австралия (ARIA) | 9× Платиновый | 630 000   |
| Австрия (IFPI Austria) | Платиновый    | 30 000    |
| Бразилия (ABPD) | Бриллиантовый | 250 000   |
| Канада (Music Canada) | Платиновый    | 80 000*   |
| Дания (IFPI Danmark) | Платиновый    | 90 000    |
| Германия (BVMI) | Золотой       | 200 000   |
| Италия (FIMI) | Платиновый    | 100 000   |
| Новая Зеландия (RMNZ) | 3× Платиновый | 90 000    |
| Норвегия (IFPI Norway) | Золотой       | 30 000    |
| Португалия (AFP) | 2× Платиновый | 20 000    |
| Испания (PROMUSICAE) | Платиновый    | 60 000    |
| Великобритания (BPI) | 2× Платиновый | 1 200 000 |
| США (RIAA) | 4× Платиновый | 4 000 000 |
| * Данные о продажах приведены только на основе сертификации. · Данные о продажах + прослушиваниях приведены только на основе сертификации. |               |           |

## Wildest Dreams (Taylor’s Version)
Wildest Dreams (Taylor’s Version) — перезаписанная версия «Wildest Dreams», вышедшая 17 сентября 2021 на лейбле Republic Records.

### История
15 сентября 2021 года, следуя вирусной тенденции сети TikTok, связанной с записью в 2014 году песни, которая набирала обороты на этой платформе, «Wildest Dreams» получила 735 000 прослушиваний на Spotify, новый однодневный рекорд для песни на этом потоковом сервисе. 16 сентября он достиг нового рекорда — 750 000 прослушиваний. 17 сентября Свифт опубликовала в своем аккаунте TikTok фрагмент переписанного моста песни в рамках вышеупомянутой тенденции с подписью: «Если вы, ребята, хотите использовать мою версию Wildest Dreams, то вот она!», за которым следовало «ждите, возможно, позже песня появится целиком», намекая на предстоящий выпуск песни. Впоследствии песня была доступна для потоковых платформ примерно через час после публикации в TikTok. Что касается её следующего альбома Red (Taylor’s Version) (2021), Свифт сообщила в своих аккаунтах в социальных сетях, что увидела «Wildest Dreams» в трендах на TikTok и подумала, что фанатам должна быть доступна её версия песни.

### Отзывы
Песня «Wildest Dreams (Taylor’s Version)» получила положительные отзывы, большинство из которых отметили улучшенную и утонченную подачу вокала Свифт. Алтея Легаспи из Rolling Stone описала трек как мечтательную синти-поп песню с романтическими чувствами, «созданную Тейлор для драматического эффекта, который ощущается как момент из фильма». Сотрудники журнала Consequence назвали трек «песней недели» и отметили: «Она очень старалась передать звучание оригинала, вплоть до риффа во втором припеве», и далее заявили, что песня демонстрирует её улучшенный вокал. Кензи Брайт из журнала Euphoria Magazine отметила, что возмужавший голос Свифт сочетается с более четкими, блестящими и смелыми инструментальными партиями трека. Робин Мюррей из Clash отметил, что песня содержит лишь «тонкие стилистические изменения» по сравнению с оригинальной версией, но был впечатлён вокальной подачей. Том Брейхан из Stereogum охарактеризовал песню как приглушенную версию оригинала.

### Коммерческий успех
Менее чем за четыре часа с момента выпуска «Wildest Dreams (Taylor’s Version)» собрала более 2 миллионов потоков на Spotify, легко превзойдя предыдущий рекорд по количеству однодневных потоков оригинальной «Wildest Dreams» (2014) на этой платформе. Песня дебютировала с 3,42 млн потоков на Spotify, что было достигнуто менее чем за 11 часов с момента выхода. Композиция возглавила американский ITunes, став уже пятидесятой для Свифт с таким достижением, что установило новый рекорд среди всех исполнителей.
В Великобритании «Wildest Dreams (Taylor’s Version)» дебютировала на 25-м месте в the UK Singles Chart, превысив 40-е место старой версии 2015 года. В ирландском чарте Irish Singles Chart, новая версия, дебютировав на 15-м месте, также превысила показатели старой версии (№ 39). Перезаписанная версия стала для Свифт её 28-м хитом в top-20 в Ирландии. В Германии и Швеции, где показатели оригинала и перезаписи совмещены, «Wildest Dreams» дебютировал на 51 и 68 местах в Offizielle Top 100 и Sverigetopplistan Singles соответственно.
| Чарт (2021—2023)                           | Высшая позиция |
| ------------------------------------------ | -------------- |
| Австралия (ARIA)                           | 14             |
| Канада (Billboard Canadian Hot 100)        | 18             |
| Канада (Billboard AC)                      | 33             |
| Европа (Billboard Euro Digital Song Sales) | 10             |
| Мир (Billboard Global 200)                 | 19             |
| Греция (IFPI)                              | 39             |
| Венгрия (Single Top 40)                    | 29             |
| Ирландия (IRMA)                            | 15             |
| Нидерланды (Single Top 100)                | 69             |
| Новая Зеландия (Recorded Music NZ)         | 30             |
| Сингапур (RIAS)                            | 5              |
| Великобритания (OCC UK Singles)            | 25             |
| США (Billboard Hot 100)                    | 19             |
| США (Billboard Adult Contemporary)         | 23             |

### Сертификации
| Регион | Сертификация  | Продажи   |
| --- | ------------- | --------- |
| Австралия (ARIA) | 2× Платиновый | 140 000   |
| Бразилия (ABPD) | 2× Платиновый | 80 000    |
| Новая Зеландия (RMNZ) | Золотой       | 15 000    |
| Польша (ZPAV) | Золотой       | 25 000    |
| Великобритания (BPI) | Золотой       | 400 000   |
| Стриминг |               |           |
| Греция (IFPI Greece) | Золотой       | 1 000 000 |
| Данные о продажах + прослушиваниях приведены только на основе сертификации. · Данные только о прослушиваниях приведены на основе сертификации. |               |           |